# Redmi Note 4
O Xiaomi Redmi Note 4 é o quarto smartphone da série Redmi Note desenvolvida pela Xiaomi Inc. Faz parte da linha de smartphones Redmi de baixo custo da Xiaomi. Possui duas variantes : A versão mais antiga vendida como Redmi Note 4 é equipada com um SOC Deca-core Mediatek MT6797 Helio X20. A versão atualizada, vendida como Redmi Note 4X e Redmi Note 4 (onde a versão MTK não foi lançada) é alimentada por um Octa-core MSM8953 Qualcomm Snapdragon 625 SoC. O Redmi Note 4 foi sucedido pelo Redmi Note 5 .

## História
Em janeiro de 2017, a versão Snapdragon do Xiaomi Redmi Note 4X tornou-se o primeiro grande lançamento da empresa. Disponível nas versões de 2GB de RAM + 32GB de memória interna EMMC, 3GB de RAM + 16 ou 32GB de memória interna EMMC e 4GB de RAM + 64GB de memória interna EMMC. Com um ecrã Full HD de 5,5 polegadas com painel IPS - uma resolução de 1080x1920 e uma densidade de pixels de 401ppi.
Em 14 de fevereiro de 2017, em conjunto com o lançamento chinês do Redmi Note 4X, a Xiaomi lançou uma edição limitada do telefone desenhada por Hatsune Miku. O conjunto continha uma capa personalizada, o telemóvel, um powerbank e uma capa protetora.
Em outubro de 2017, Lei Jun anunciou que as vendas do Redmi Note 4X excederam 20 milhões de unidades e que a sua reputação era boa.
A empresa anunciou que até 9.624.110 unidades do Redmi Note 4 foram vendidas em 2017 e foi um de seus smartphones mais vendidos no último trimestre de 2017.

## Especificações

### Hardware
O Xiaomi Redmi Note 4 (código de programador “nikel”) é alimentado pelo processador MediaTek MT6796 Helio X20 e pelo processador gráfico GPU Mali-T880 MP4. Executa a camada de personalização MIUI 8, actualizada para MIUI 9 com base no Android 7.0 . A variante 4X (código de programador “mido”) possui um processador gráfico Octa-core 2.0 GHz Snapdragon 625 e um processador gráfico Adreno 506. Todas as variantes apresentam um ecrã de 5,5 pol (140 mm) com resolução de 1080p, 2 GB, 3GB ou 4GB de RAM e 16GB, 32GB ou 64GB de memória interna eMMC 5.0, câmara frontal de 5MP, bateria Li-Po não removível de 4100 mAh. Suporta redes Wi-Fi 802.11b/g/n/ac e bandas de 2,4 e 5 GHz. O telemóvel suporta a combinação de dois cartões SIM ou um cartão SIM + cartão microSDHC, uma vez que o tabuleiro fisicamente amovível tem duas ranhuras.
Outra caraterística notável do telemóvel é o sensor de impressões digitais na parte de trás, que também pode ser utilizado para captar imagens através das câmaras frontal ou traseira.
Por fim, outra caraterística notável do telemóvel é que tem uma porta de infravermelhos, mas não tem NFC, como se tornou padrão nos telemóveis da marca.

### Software
O telemóvel tem a camada de personalização MIUI 8 baseada no Android 6.0, actualizada para MIUI 9 e depois MIUI 10, baseada no Android 7.0